# Modalità provvisoria
La modalità provvisoria è una particolare modalità diagnostica di funzionamento di un sistema operativo durante la quale la quasi totalità dei driver delle periferiche, e programmi di autoavvio, non vengono avviati, ma vengono avviati solo driver e servizi di base che consentono di avviare il sistema.
Questo tipo di apertura consente a volte di poter eliminare delle applicazioni virali altrimenti non eliminabili, e di poter risolvere eventuali problemi software e hardware relativi al sistema operativo.

## Il sistema operativo in modalità provvisoria
Microsoft Windows, macOS ed alcune distribuzioni Linux come Ubuntu sono esempi di sistemi operativi che implementano una modalità provvisoria (in Mac OS X è chiamato "Avvio Provvisorio").
Un sistema operativo in modalità provvisoria possiede funzionalità ridotte ma permette di risolvere problematiche di avvio facilitato dal mancato caricamento automatico di componenti non essenziali al proprio funzionamento. Qualunque tentativo di abilitarli restituisce all'utente un messaggio di errore.
Un sistema operativo che si avvia solo in modalità provvisoria potrebbe essere affetto da grossi problemi: dischi corrotti o installazioni configurate in modo inadeguato, che impediscono al sistema operativo di avviarsi in modalità normale.
Nonostante vari da un sistema operativo all'altro, la modalità provvisoria carica in memoria pochi moduli eseguibili, disabilitando di solito i driver delle unità periferiche, eccetto il minimo necessario per visualizzare informazioni o accettare input da tastiera.
La modalità provvisoria può essere considerata una forma di sistema operativo in "miniatura" parallelo, ma che non condivide informazioni di configurazione con la modalità normale.
Per esempio, sui sistemi operativi Windows l'utente può scegliere di avviare una console di ripristino (una modalità testo limitata) utile per risolvere alcuni problemi. Questa funzionalità, accessibile anche dal disco di installazione, è separata dal sistema operativo principale ed è in grado di risolvere le disfunzionalità rilevate nel sistema operativo, ma con i driver video, audio e di rete disabilitati.
La modalità provvisoria consente l'accesso a programmi di diagnostica che l'utente può utilizzare per localizzare guasti e per salvaguardare il sistema operativo in modalità normale. La modalità provvisoria non è funzionale, serve per la manutenzione e consente un accesso minimo.

## Accessibilità

### Windows
Alla modalità provvisoria del Sistema Operativo Windows si accede premendo il tasto F8 più volte al momento del accensione vale soltanto per Windows XP Windows Vista e Windows 7. 
per le versioni più recenti del Sistema Operativo Windows bisogna andare nelle impostazioni e selezionare avvio avanzato il sistema in seguito si avvierà in una modalità avanzata che consente di effettuare diversi tipi di avvio. F8. oppure è possibile accedere alla modalità provvisoria tenendo premuto il tasto MAIUSC e premere sul pulsante di riavvio senza rilasciare il tasto MAIUSC.

### Unix
Tra i sistemi operativi Unix vi è una modalità di avvio essenziale chiamata single-user mode (modalità a utente singolo), nel quale né i programmi daemons, né il sistema grafico X Windows vengono avviati. Viene concesso a un solo utente privilegiato di loggarsi per accedere ad un account di amministratore di sistema conosciuto come "root", al fine di ripristinare il sistema senza essere a conoscenza della precedente condizione.

### Mac OS
Sulle versioni 6,7,8 e 9 di Mac OS, vi è una modalità provvisoria simile
che si può attivare premendo il tasto shift al momento dell'attivazione del sistema, ma senza estensioni. In macOS se si tiene premuto il tasto shift l'attivazione dell'Avvio Provvisorio avvia in background alcuni programmi di manutenzione, per esempio un programma di riparazione del file system, e in Mac OS 10.4, disabilita tutti i fonts situati nella direttrice /System/Library/Fons, spostando nel Cestino tutta la caches dei font solitamente memorizzata nella /Library/Caches/com.apple.ATS/(uid)/, dove per (uid) si intende un numero ID utente, per esempio 501, disabilita tutti i programmi di startup, qualsiasi
Programma di Collegamento ed è in grado di resettare le password degli 
account amministrativi. In Windows, la modalità provvisoria con rete è una variante della modalità provvisoria, e la si può utilizzare per risolvere eventuali problemi di rete. Nel sistema operativo OS X, l'Avvio Provvisorio comprende comunque il collegamento internet.

## Applicazioni dotate di Modalità Provvisoria
Anche diversi Software Applicativi offrono una modalità provvisoria: quella dell'interprete PHP offre misure di sicurezza ristrette. La modalità provvisoria di Mozilla Firefox consente all'utente di rimuovere le estensioni che potrebbero impedire il caricamento del browser. Anche Internet Explorer possiede una modalità priva di Add-on, e una modalità provvisoria.